# Dimethoxyethan
Dimethoxyethan, také nazývaný glym, monoglym, dimethylglykol, ethylenglykoldimethylether nebo DME, je bezbarvá kapalina, patřící mezi ethery, mísitelná s vodou a používaná jako aprotické polární rozpouštědlo, nejčastěji v galvanických článcích.

## Výroba
Tato látka se vyrábí reakcí dimethyletheru s ethylenoxidem:
CH3OCH3 + CH2CH2O → CH3OCH2CH2OCH3

## Použití

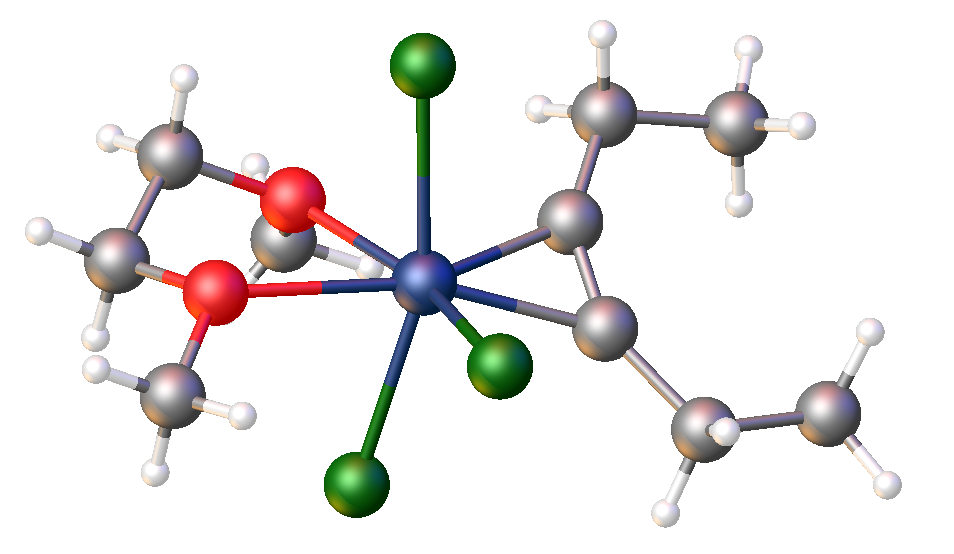
Struktura komplexu NbCl_{3}(dimethoxyethan)(hex-3-yn).

Společně s dalšími rozpouštedly majícími vysokou permitivitu, jako je například propylenkarbonát, se dimethoxyethan používá jako málo viskózní složka rozpouštědel elektrolytů lithiových článků. V laboratoři jej lze použít jako koordinující rozpouštědlo.
Dimethoxyethan se často používá jako výše vroucí náhrada diethyletheru a tetrahydrofuranu. Dimethoxyethan se chová jako bidentátní ligand, který se váže na některé kationty kovů.; má tak využití v organokovové chemii, například při Grignardových reakcích a hydridových redukcích. Také je vhodný pro reakce katalyzované palladiem, jako jsou Suzukiovy a Stilleovy reakce. Dimethoxyethan je také dobrým rozpouštědlem oligo- a polysacharidů.